# 코린 메이
코린 메이(Corrinne May, 1973년 1월 19일 ~ )는 싱가포르의 가수이다.